# Edwy
Edwy, ook wel Edwig of Eadwig, bijgenaamd The All-Fair (Wessex, 941 - Gloucester, 1 oktober 959) was koning van Engeland van 955 tot 959.
Hij was de oudste zoon van Edmund I en diens vrouw Elgiva. Hij werd door de adel uitverkoren om zijn oom Edred op te volgen. In 956 werd hij op 13-jarige leeftijd in Kingston-on-Thames gekroond door Odo, de aartsbisschop van Canterbury.
In zijn korte regering kende hij veel conflicten, met zijn familie, met de kerk, door intriges aan het hof en door de opstandigheid van Northumbria en Mercia. Er ontwikkelde zich ook een vete met de kerk, onder het leiderschap van Abt van Glastonbury, Dunstan, en aartsbisschop Odo. Volgens de legende begon dat al op de dag van zijn inwijding, toen hij niet verscheen op een bijeenkomst van de edelen. Dunstan trof de jonge koning aan in een amoureuze situatie met een adellijke dame, ene Ethelgive. Edwy weigerde met Dunstan mee te gaan, maar deze sleepte hem mee. Toen hij besefte dat hij door dit gedrag in gevaar zou komen, vluchtte hij naar zijn klooster. Daartoe aangezet door Ethelgive plunderde Edwy het klooster. Dunstan wist te ontsnappen, maar keerde pas naar Engeland terug na de dood van de koning.
Gesteund door aartsbisschop Odo kozen de heren van Mercia en Northumbria in 957 partij voor Edwy’s broer Edgar. Edwy werd verslagen in de Slag bij Gloucester, maar om een burgeroorlog te voorkomen kwam men tot een oplossing door het rijk te verdelen. Hierbij kreeg Edwy het zuidelijke deel (Wessex en Kent) en Edgar het noordelijke.
In de korte periode daarna gedroeg Edwy zich verstandiger en begunstigde hij de kerk. Hij stierf echter al voor zijn twintigste en werd begraven in de kathedraal van Winchester. Hij werd opgevolgd door zijn broer Edgar, die het rijk weer verenigde.

## Voorouders
| Voorouders van Edwy | Voorouders van Edwy                             | Voorouders van Edwy                             | Voorouders van Edwy                                       | Voorouders van Edwy                                       | Voorouders van Edwy                             | Voorouders van Edwy                             | Voorouders van Edwy                             | Voorouders van Edwy                             |
| ------------------- | ----------------------------------------------- | ----------------------------------------------- | --------------------------------------------------------- | --------------------------------------------------------- | ----------------------------------------------- | ----------------------------------------------- | ----------------------------------------------- | ----------------------------------------------- |
| Overgrootouders     | Alfred de Grote (848-899) ∞ Ealhswith (852-905) | Alfred de Grote (848-899) ∞ Ealhswith (852-905) | Sigihelm, heer van Meopham, Cooling en Lenham (-) ∞ ? (–) | Sigihelm, heer van Meopham, Cooling en Lenham (-) ∞ ? (–) | ? (-) ∞ ? (–)                                   | ? (-) ∞ ? (–)                                   | ? (-) ∞ ? (–)                                   | ? (-) ∞ ? (–)                                   |
| Grootouders         | Eduard de Oudere (874/77-924) ∞ Eadgifu (-968)  | Eduard de Oudere (874/77-924) ∞ Eadgifu (-968)  | Eduard de Oudere (874/77-924) ∞ Eadgifu (-968)            | Eduard de Oudere (874/77-924) ∞ Eadgifu (-968)            | ? (-) ∞ ? (–)                                   | ? (-) ∞ ? (–)                                   | ? (-) ∞ ? (–)                                   | ? (-) ∞ ? (–)                                   |
| Ouders              | Edmund I van Engeland (922-946) ∞ Elgiva (–944) | Edmund I van Engeland (922-946) ∞ Elgiva (–944) | Edmund I van Engeland (922-946) ∞ Elgiva (–944)           | Edmund I van Engeland (922-946) ∞ Elgiva (–944)           | Edmund I van Engeland (922-946) ∞ Elgiva (–944) | Edmund I van Engeland (922-946) ∞ Elgiva (–944) | Edmund I van Engeland (922-946) ∞ Elgiva (–944) | Edmund I van Engeland (922-946) ∞ Elgiva (–944) |
| Edwy (941–959)      |                                                 |                                                 |                                                           |                                                           |                                                 |                                                 |                                                 |                                                 |

- Gemeinsame Normdatei: 1018553002
- International Standard Name Identifier: 0000 0000 2638 1324
- Library of Congress Control Number: n82228557
- Nationale Bibliotheek van Israël: 987007393049105171
- Nederlandse Thesaurus van Auteursnamen: 150639457
- Virtual International Authority File: 21041827
- WorldCat: E39PBJf4bgJmjdMqBdD4WPqCwC